# Estação de Biologia Marítima de Inhaca

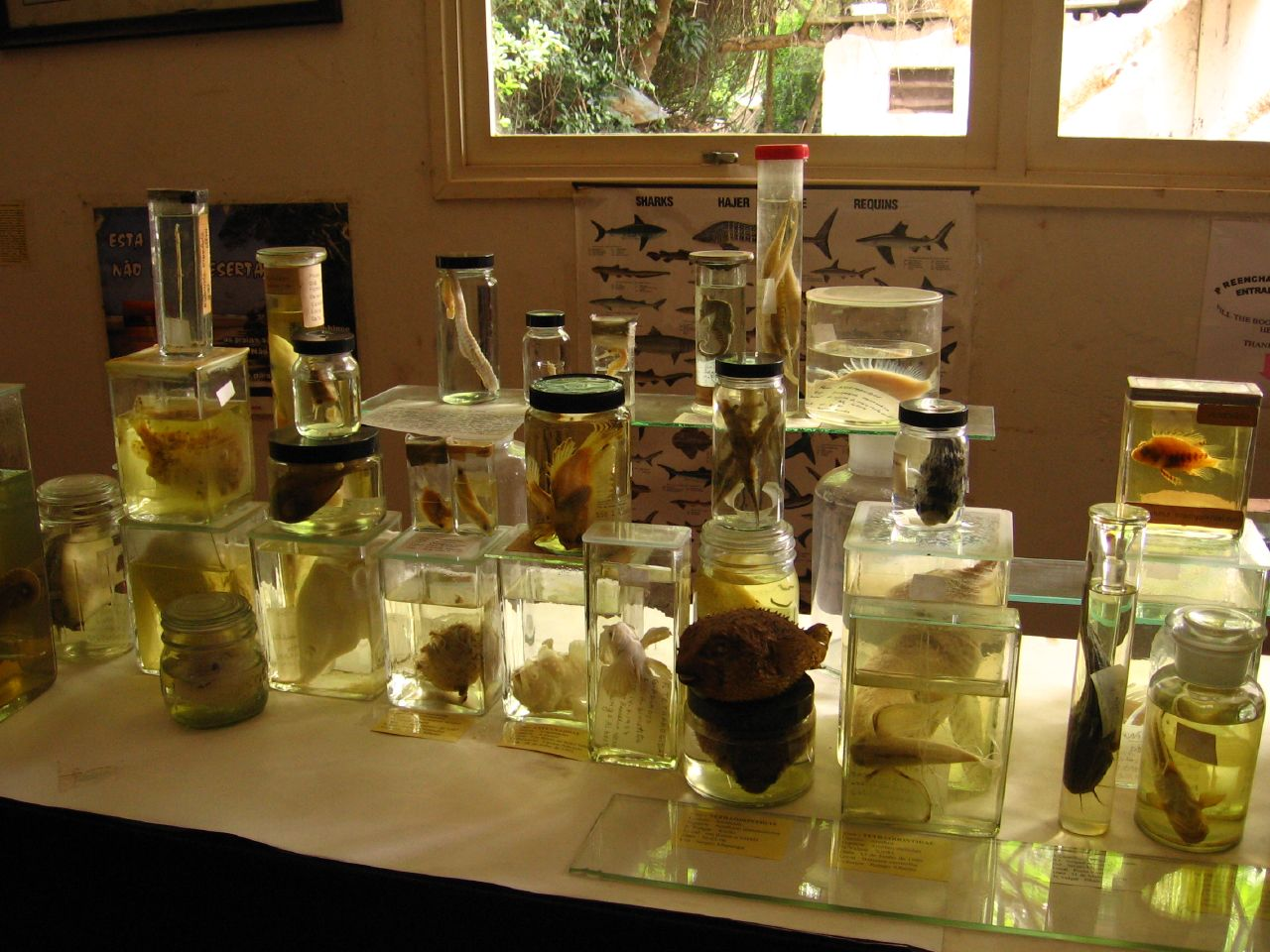
Estação de Biologia Marítima na Inhaca

A Estação de Biologia Marítima de Inhaca (EBMI) da ilha da Inhaca, à entrada da Baía de Maputo, no sul de Moçambique, é um centro de investigação da Universidade Eduardo Mondlane. Foi inaugurada em  1951 pelo Instituto de Investigação Científica de Moçambique, para apoiar investigações da Universidade de Witwatersrand na África do Sul.
A Estação é composta por um bloco com laboratórios, biblioteca e museu e um outro com duas camaratas separadas por um conjunto de quartos; as camaratas têm cada uma uma capacidade para cerca de 30 pessoas e são ocupadas normalmente por estudantes de cada sexo, que ali se deslocam para realizar trabalhos de campo. Os quartos estão reservados para os professores.
O conjunto situa-se perto duma enseada na margem ocidental da ilha e encontra-se separado da praia por uma faixa de vegetação indígena, apenas aberta em dois locais para acesso das pessoas. Do lado de terra, a estação está protegida por uma duna com cerca de 100 m de altura, no topo da qual se encontra a casa do diretor da Estação e um pequeno posto meteorológico.
A Estação de Biologia Marítima, cujo museu - que reflete as atividades de investigação que ali se realizam - não possui apenas uma enorme coleção de organismos marinhos, mas também terrestres.
A ilha da Inhaca é parte da Reserva Marinha Parcial da Ponta do Ouro.